# Жохов, Алексей Николаевич
Алексей Николаевич Жохов (26 февраля (10 марта) 1885, Санкт-Петербург — 16 февраля (1 марта) 1915, мыс Могильный полуостров Таймыр) — русский полярник, исследователь-гидрограф, лейтенант флота Российского. Участник Гидрографической экспедиции Северного Ледовитого океана (ГЭСЛО, 1910—1915 годы), в составе которой впервые в истории полярного мореплавания совершил сквозной проход вдоль всего арктического побережья с востока на запад.

## Биография
Происходил из рода костромских дворян Жоховых. Родился в семье коллежского советника, юриста Николая Фёдоровича Жохова, ставшего позже товарищем председателя Костромского окружного суда. Правнук героя войны со Швецией и Англией капитана Г. И. Невельского.

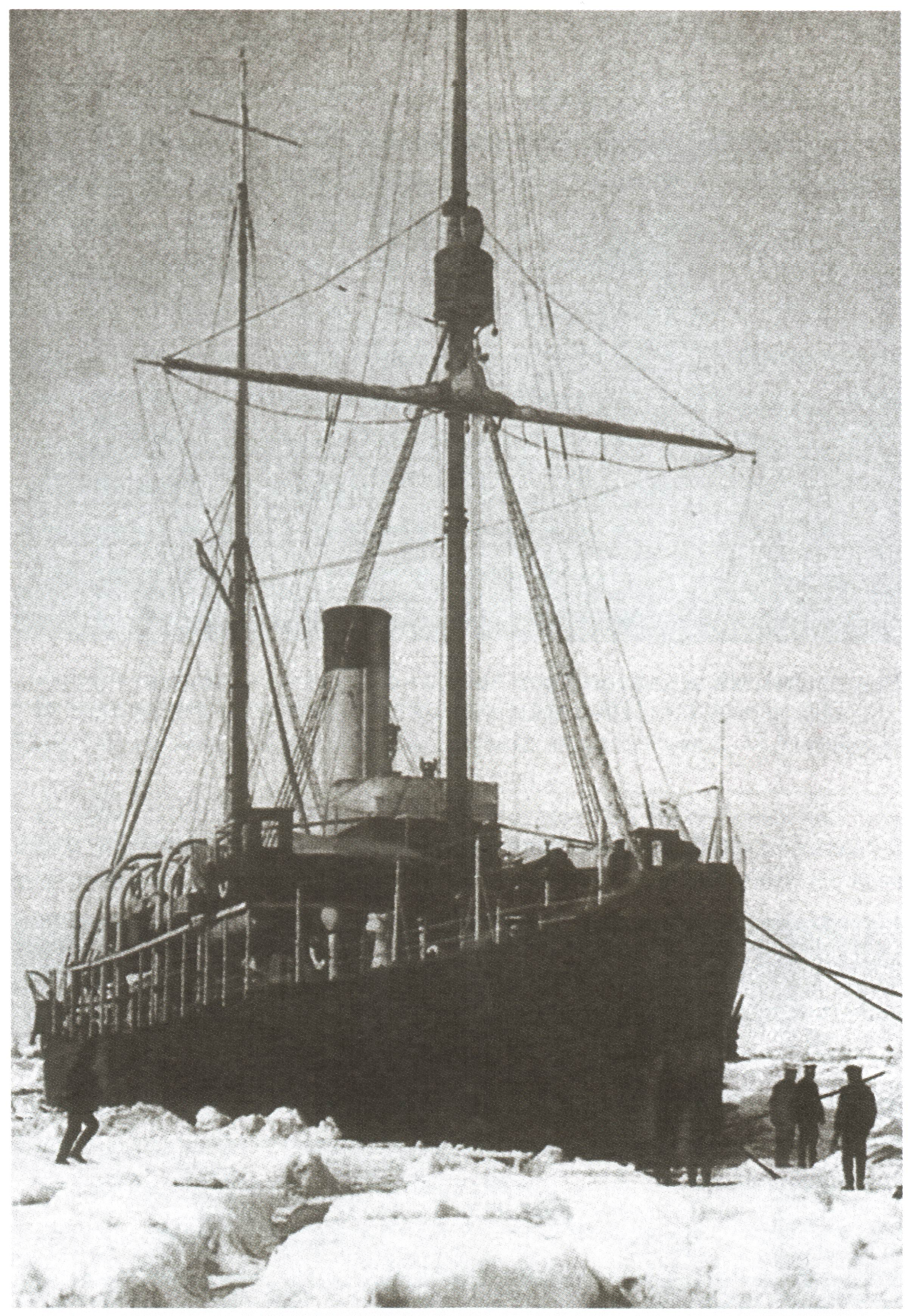
Ледокол «Вайгач»

После окончания трёх классов костромской гимназии по семейной традиции в 1900 году он был определён на воспитание в Морской кадетский корпус, который закончил в 1905 году, получив первый офицерский чин мичмана. Друзьями по Морскому корпусу, выпущенными вместе с ним, были Лев Галлер, В.Ку́кель-Крае́вский и др.
Начинал службу на Балтийском флоте. В апреле 1911 года лейтенант Алексей Жохов был назначен на линкор «Андрей Первозванный», базировавшийся в Либаве (ныне Лиепая). В результате конфликта со старшим офицером был списан с корабля и переведен на Тихоокеанский флот.
В звании лейтенанта служил вахтенным офицером на ледоколе «Таймыр».
Занимался составлением морских карт, сбором научных коллекций и материалов о природе арктических морей. В короткое время офицер А. Н. Жохов показал себя опытным моряком и пытливым исследователем. По возвращении из первой своей экспедиции Жохов был отмечен очередной наградой и вскоре зачислен в штурманские офицеры второго разряда.
С 9 июля 1913 года участвовал в гидрографической экспедиции полярной навигации с целью описания побережья к западу от устья Лены, а также восточных и северных берегов Таймыра. В ночь на 20 августа 1913 вахтенным начальником «Таймыра» лейтенантом А. Н. Жоховым был замечен небольшой высокий и обрывистый остров, названный впоследствии именем А. И. Вилькицкого — отца начальника экспедиции.
7 августа 1914 года Жохов был переведен для прохождения дальнейшей службы вахтенным начальником на ледокол «Вайгач».
В ходе следующей экспедиции 27 августа 1914 года в точке 76° 10' северной широты и 153° восточной долготы А. Н. Жоховым был открыт неизвестный остров, носящий теперь имя первооткрывателя. Площадь острова всего около 58 км², но он имеет важное значение для изучения природы высоких широт. Сейчас здесь находится постоянно действующая полярная станция.
24 сентября 1914 в заливе Дика у западного побережья Таймыра ледоколы «Вайгач» и «Таймыр» были затерты льдами и встали в дрейф в 16 милях друг от друга. Экипажи судов вынуждены были зазимовать здесь. С наступлением полярной ночи А. Н. Жохов серьёзно заболел и 1 марта 1915 года умер.
Выполняя последнюю волю умершего, тело предали земле, а не погребли в полярных льдах. Каменистый мыс полуострова Таймыр, где были похоронены Жохов и умерший во время зимовки кочегар «Таймыра» матрос И. Ладоничев, получил наименование мыса Могильного. В память о моряках экспедиция заложила здесь вековую марку, произвела тригонометрическую нивелировку. Из-за обрушения края мыса появилась опасность утраты могил, которые были вскрыты и перенесены вглубь острова в 1996 году, отпевание совершил православный священник о. Александр (А. Н. Свитцов), были установлены новые деревянные кресты. По воспоминаниям одного из участников церемонии, при вскрытии гробов оба тела были обнаружены почти в первозданном состоянии, покрытые тонким слоем льда из-за вечной мерзлоты, отлично сохранилась форма Жохова. Были сделаны фотографии.

## Память
Именем лейтенанта А. Н. Жохова названы:
- Остров Жохова — один из островов архипелага Де Лонга в Восточно-Сибирском море[2].
- Озеро в низовьях реки Кельха (Таймырский (Долгано-Ненецкий) а.о.)[3]